# Fälgkors

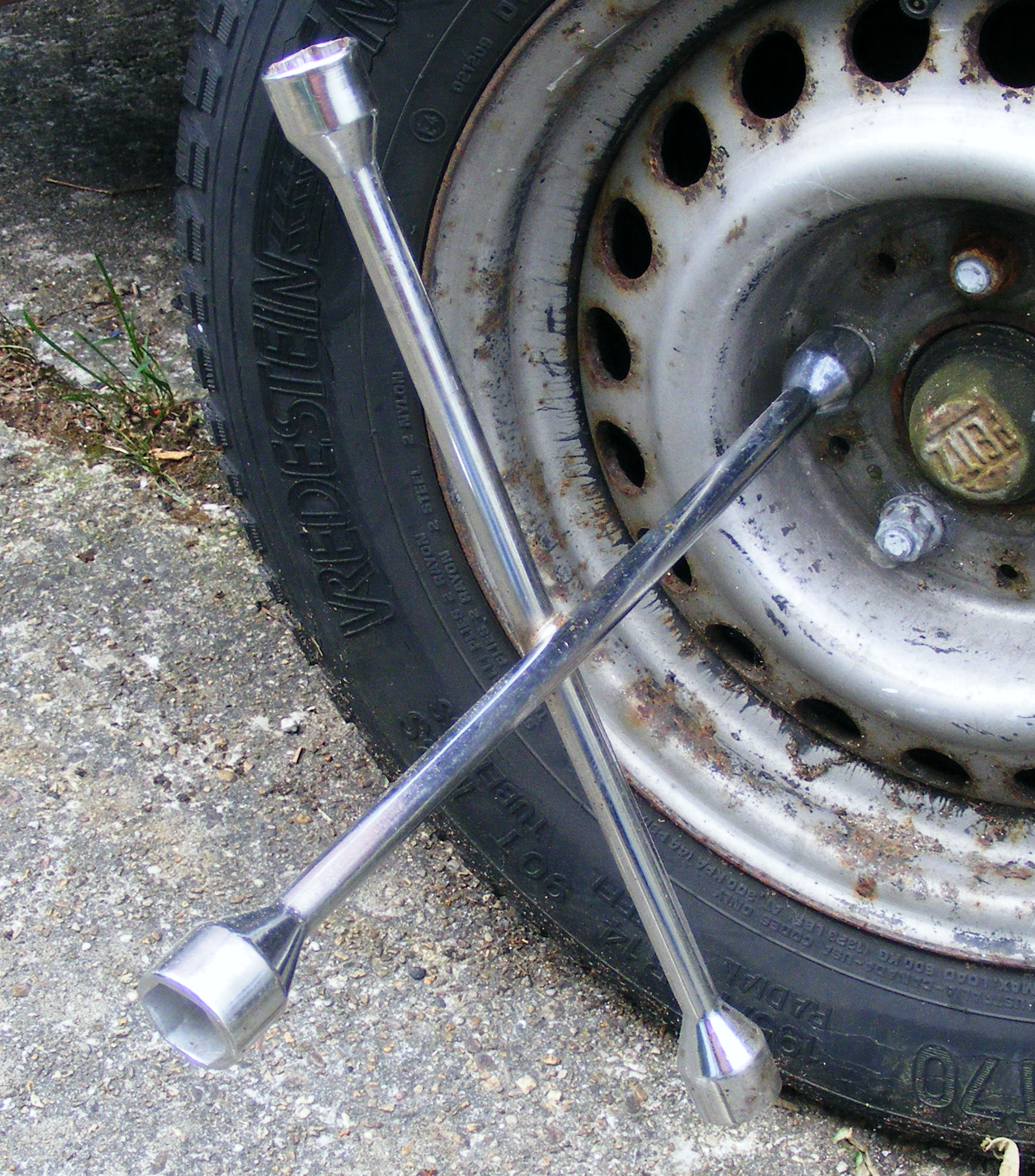
Ett fälgkors.

Fälgkors är ett verktyg som används för att demontera eller återmontera hjul på en bil. Verktyget består av två korslagda och hopsvetsade metallstänger. I var och en av de fyra ändarna finns en sexkantshylsa fast monterad. Oftast har de fyra hylsorna olika dimension för att passa olika storlekar av hjulskruvar eller hjulmuttrar.
Fälgkorset används så att man sätter den hylsa som har samma storlek som hjulskruvarna/muttrarna över skallen på den hjulskruv/mutter som ska lossas eller monteras. Sedan tar man ett stadigt tag i de båda ändar av fälgkorset som är vinkelräta mot skruvförbandet och vrider runt. Tack vare fälgkorsets utsträckning fås en lämplig hävarm som ger ett lämpligt vridmoment för att lossa eller montera skruvförbandet.
Vid demontage bör hjulets samtliga skruvar/muttrar lossas något varv innan bilen hissas upp med domkraft. I annat fall kan hjulet vridas runt istället för skruven/muttern vilket gör det omöjligt att lossa förbandet. Om hjulet som fås att vridas är ett drivhjul kommer dessutom hjulet på motstående sida att vridas, vilket kan rubba bilen som i värsta fall kan glida av domkraften.
Fälgkorset är ett enkelt och billigt standardverktyg som vid lämplig hantering ger ett lagom stort vridmoment både för demontage och montage.
Verktyg med längre hävarm kan behöva användas för att lossa skruvförband som kärvat eller dragits åt onödigt hårt. Vid montage kan sådana verktyg ge ett olämpligt stort vridmoment som kan skada eller i värsta fall göra så att skruven går av.
Ordet "fälgkors" finns belagt i svenska språket sedan 1966.